# Papstein (Adelsgeschlecht)

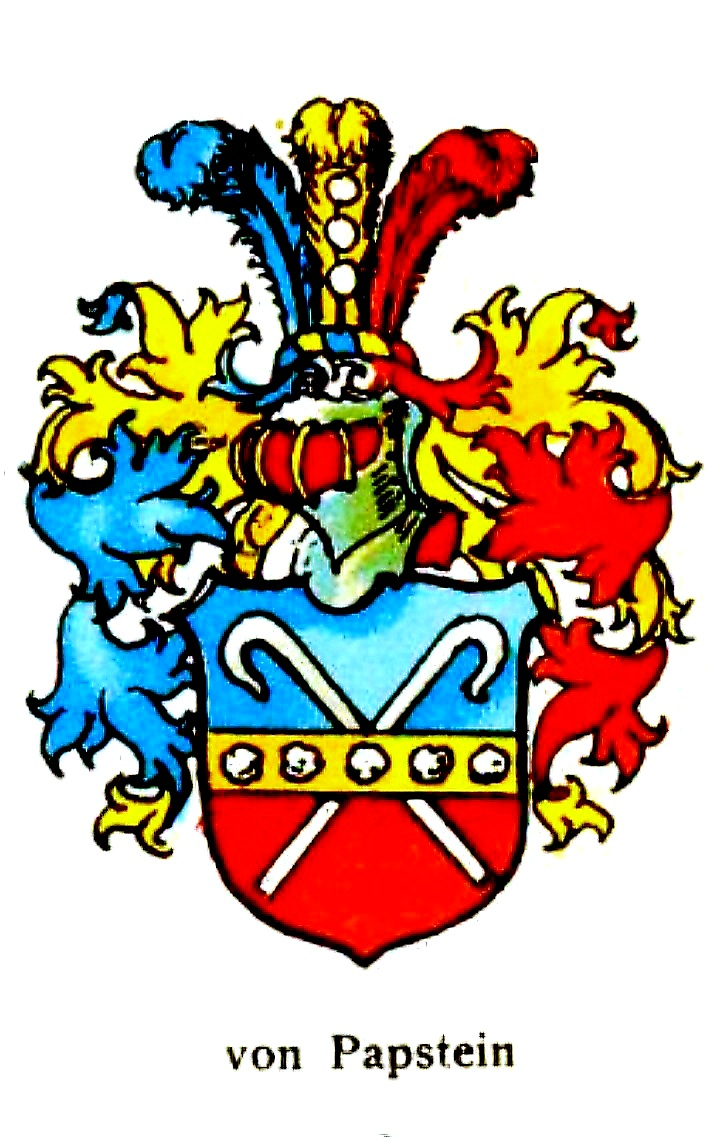
Wappen derer von Papstein

Papstein ist der Name eines alten neumärkischen Adelsgeschlechts, das später auch in Pommern und Preußen grundgesessen war und wenigstens bis ins 19. Jahrhundert existierte.  

## Geschichte
Das Geschlecht wird 1393 mit Jakob zuerst urkundlich genannt.
Die Familie besaß zeitweise zahlreiche Landgüter, darunter Tankow (1465–1700) und Wulkow (1732–1750) im Kreis Friedeberg Nm. Auch in Pommern waren neben Klein Rakitt (kurzzeitig nach 1766) und Pumptow (Mitte 18. Jh.) weitere Landsitze bei der Familie. Schließlich waren mit Neugut und Lubainen im Kreis Osterode und Schildberg im Kreis Schlochau auch preußische Rittergüter im Familienbesitz.
Mehrere Söhne haben als Offiziere, drei darunter bis zum Generalsrang, in der preußischen Armee gedient.

## Angehörige
- Karl Friedrich von Papstein (1679–1733), preußischer Generalmajor, Chef des Kürassierregiments Nr. 7
- Jakob Christoph von Papstein (1718–1789), preußischer Generalmajor, Kommandeur des Dragonerregiments Nr. 8
- Otto von Papstein (1820–1894), preußischer Generalmajor, Kommandeur der 10. Infanterie-Brigade

## Wappen
Das Wappen zeigt im Blau über Rot geteilten Schild zwei silberne ins Andreaskreuz gelegte Kalkreuten (oder Hirtenstäben), überdeckt von einem mit fünf silbernen Kugeln (Steinen, oder Rosen) belegten goldenen Balken. Auf dem Helm mit rechts blau-goldenen, links rot-goldenen Decken drei Straußenfedern (blau, golden, rot), die mittlere pfahlweise belegt mit den fünf (oder drei) Kugeln (Steinen, oder Rosen).